# Ángel de la Cruz (futbolista)
Ángel Alberto de la Cruz Arias (Chincha Alta, Perú, 24 de mayo de 2003) es un futbolista peruano. Juega como guardameta y su equipo actual es el Alianza Lima de la Liga1 de Perú.

## Trayectoria
| Club                   | País | Temporada |
| ---------------------- | ---- | --------- |
| Alianza Lima (Reserva) | Perú | 2021      |
| Alianza Lima           | Perú | 2022      |
| Sport Boys             | Perú | 2023      |
| Alianza Lima           | Perú | 2024-act. |

## Palmarés

### Campeonatos nacionales
| Título          | Club         | País | Año  |
| --------------- | ------------ | ---- | ---- |
| Torneo Clausura | Alianza Lima | Perú | 2022 |
| Liga 1          | Alianza Lima | Perú | 2022 |